# یاماها تی‌ام‌ای‌ایکس
یاماها تی‌ام‌ای‌ایکس سری اسکوترهای یاماها TMAX (یا T-Max) بود که توسط کمپانی یاماها موتور برای بازارهای اروپایی تولید شده‌است، تجاری سازی آن در اروپا در سال ۲۰۰۱ آغاز و نسل دوم در سال ۲۰۰۸ معرفی شد. این نسل دوم در سال ۲۰۰۹ در بازار آمریکا در دسترس قرار گرفت.

## طراحی
به دنبال موفقیت در سال ۱۹۹۶ اولین اسکوتر بزرگ یاماها، YP 250 اعلیحضرت، در اروپا (و به ویژه در ایتالیا)، یاماها کار بر روی یک «مسافر جدید اروپایی» که یک مفهوم اسکوتر با جابجایی بزرگتر بود. هدف آنها ایجاد یک ماکرو اسکوتر مناسب برای بزرگراه‌های پرسرعت، مانند سیستم اتوبان آلمان یا Autostrade ایتالیا بود و از نظر اعلی (که برای بازار ژاپن طراحی شده بود) بیشتر مناسب بدن اروپا بود.
استراتژی بازاریابی TMAX سه گروه سوار را هدف قرار داد: اسکوتر سواران موجود؛ صاحبان موتورسیکلت‌های متوسط وزن؛ و موتورسواران جدید یا بازگشتی که خواهان سادگی روروک مخصوص بچه‌ها و تجمل خودرو هستند. یاماها تخمین زده‌است که میلیون‌ها نفر دارای گواهینامه موتورسیکلت کامل در اروپا هستند که دیگر از هیچ نوع دوچرخه سواری نمی‌کنند.
TMAX به صورت ترکیبی عرضه شد و ویژگی‌های موتورسیکلت و اسکوتر را ترکیب کرد. برای مقابله با قدرت یک موتور بزرگتر، TMAX swingarm نوعی بود که در موتورسیکلت یافت شد، نه اینکه اسلحه و موتور را در یک واحد مانند اسکوترهای معمولی ترکیب کند. یاماها موتور را به قاب متصل کرد، اما بسیار جلوتر، و به توزیع وزن یک موتورسیکلت معمولی رسید. اگرچه این یک طرح مرحله ای بود، اما TMAX بر اساس یک قاب فولادی لوله ای از نوع موتورسیکلت به جای یک قاب مونوکوک فولادی فشرده U-section ساخته شد، مانند بیشتر اسکوترها.
طراحان TMAX پیکربندی جدیدی از موتور را انتخاب کردند: یک چهار زمانه افقی خنک‌کننده با آب دو طرفه افقی (هر دو سیلندر رو به جلو) با چهار سوپاپ در هر سیلندر که توسط دو بادامک سربار کار می‌کنند. ارتعاشات موتور نه با یک محور تعادل بلکه با یک متعادل کننده رفت و برگشتی (یعنی سومین پیستون «ساختگی» که از میل لنگ مرکزی رانده می‌شود) خنثی شد. در مقایسه، طراحی گیربکس برای اسکوترها یک هنجار بود: یک گیربکس اتوماتیک پیچ و تاب.

## سابقه مدل
راه اندازی اولین نسل TMAX در اروپا در سال ۲۰۰۰ توسط یک نسل دوم مدل ۲۰۰۴ با عملکرد و بهبود عملکرد دنبال شد. نسل سوم TMAX، یک نسخه اصلی، در سال ۲۰۰۸ در اروپا معرفی شد. این اولین نسخه ای بود که در آمریکای شمالی فروخته شد و از سال ۲۰۰۹ شروع شد.

### ۲۰۰۱–۲۰۰۳
TMAX اولیه برای سه سال مدل، ۲۰۰۱ تا ۲۰۰۳، بدون هیچ تغییر قابل توجهی تولید شد.

### ۲۰۰۷–۲۰۰۴
ارتقاء موتور در سال ۲۰۰۴ شامل تعویض دو کاربراتور دوقلو با تزریق سوخت و افزایش نسبت تراکم برای افزایش اسب بخار و گشتاور بود. در جلو، لوله‌های چنگال با قطر ۳۸ میلی‌متر به ۴۱ میلی‌متر افزایش یافت و دیسک‌های دوگانه جایگزین ترمز تک دیسک اصلی شد. ABS در دسترس بود. مکانیسم ترمز دستی به دیسک عقب اضافه شد. لاستیک‌های شعاعی در هر دو انتها نصب شده‌اند و اندازه چرخ عقب به جای ۱۴ اینچ به ۱۵ اینچ افزایش یافته‌است. یک سرعت سنج به صفحه ابزار اضافه شد. تغییرات ظاهری جزئی شامل رنگ‌های جدید رنگ، از جمله نسخه ویژه BLACK MAX برای سال ۲۰۰۶ بود.

### ۲۰۰۸–۲۰۱۱
مدل ۲۰۰۸ بدنه جدید و قاب آلومینیومی سبک‌وزن به جای قاب فولادی لوله ای اصلی داشت. نسل دوم لوله‌های چنگال با قطر ۴۱ میلی‌متر به ۴۳ میلی‌متر افزایش یافته و اندازه چرخ جلو به جای ۱۴ اینچ به ۱۵ اینچ افزایش یافته‌است. ظرفیت مخزن سوخت از ۱۴ به ۱۵ لیتر افزایش یافت (۳٫۱ به ۳٫۳ گالن شاهنشاهی؛ ۳٫۷ به ۴٫۰ گالن ایالات متحده).
به مناسبت دهمین سالگرد عرضه TMAX، یاماها نسخه ویژه WHITE MAX را برای سال ۲۰۱۰ تولید کرد.

### ۲۰۱۲–۲۰۱۴
نسل چهارم TMAX دارای بدنه و پیشرانه بازطراحی شده بود. سیلندرها ۲ میلی‌متر خسته شده و حجم را به ۵۳۰ سی سی افزایش دادند. سایر تغییرات موتور شامل محفظه احتراق پنج سقفی جدید و بازسازی تزریق سوخت بود. انتقال به‌طور مداوم متغیر و سیستم درایو نهایی دوباره طراحی شدند. درایو زنجیره ای قبلی محصور در یک حمام روغن (متصل به یک طرف نوسان) توسط یک کمربند با یک نوسان آلومینیومی قالب‌گیری جداگانه جایگزین شد.

### ۲۰۱۵–۲۰۱۶
سیستم تعلیق جلو در نسل پنجم TMAX با نونما شد معکوس (وارونه) چنگال تلسکوپی با شعاعی نصب شده کالیپر ترمز. بدنه به روزرسانی‌های متوسطی را در زمینه ظاهر طراحی دریافت کرد. یاماها همچنین نسخه ویژه IRON MAX تولید کرد.

### ۲۰۱۷–۲۰۱۹-تاکنون
شاسی و بدنه به روز شده‌است. TMAX در ۳ نسخه استاندارد، SX و DX ارائه شده‌است. همه نسخه‌ها دارای دریچه گاز کنترل الکترونیکی و سیستم کنترل کشش هستند. نسخه‌های SX و DX دارای حالت‌های قدرت قابل تعویض هستند. نسخه DX همچنین دارای کروز کنترل و شیشه جلو با قابلیت تنظیم الکتریکی و همچنین احتراق بدون کلید است (کلید الکترونیکی باید نزدیک دوچرخه باشد). در اوایل سال ۲۰۲۰، ۵۳۰ متوقف شد و ۵۶۰ به جای آن راه اندازی شد.